# Si Sa Ket
Si Sa Ket (auch: Si Saket, Sisaket, Srisaket, thailändisch ศรีสะเกษ) ist eine Stadt (เทศบาลเมืองศรีสะเกษ) in der thailändischen Provinz Si Sa Ket. Sie ist die Hauptstadt des Landkreises (Amphoe) Mueang Si Sa Ket und der Provinz Si Sa Ket.
Die Stadt Si Sa Ket hat 39.945 Einwohner (Stand 2011).

## Geographie
Die Provinz Si Sa Ket liegt im Süden des Isan, der Nordostregion von Thailand.
Die Stadt Si Sa Ket liegt im südlichen Teil des Isan am Maenam Mae Nam Mun (Mun-Fluss), einem der Nebenflüsse des Mekong. Die Entfernung zur Hauptstadt Bangkok beträgt rund 570 Kilometer.

## Wirtschaft und Verkehr
Si Sa Ket profitiert von den archäologischen Kulturdenkmälern der historischen Khmer-Kultur, die sich in der Umgebung befinden und den Tourismus begünstigen.
Es besitzt einen Bahnhof an der Bahnstrecke Nakhon Ratchasima–Ubon Ratchathani, einer Verlängerung der von Bangkok kommenden Nordostbahn.

## Geschichte
Si Sa Ket hieß ursprünglich Mueang Khu Khan (เมืองขุขันธ์) und wurde als Siedlung der Khmer etwas außerhalb des heutigen Stadtgebiets gegründet. 1759 erhielt sie noch während der Ayutthaya-Zeit Stadtrechte. Während der Regierungszeit von König Chulalongkorn (Rama V.) wurde die alte Stadt umgesetzt, behielt aber noch ihren Namen Khu Khan. Erst 1938 benannte man sie in Si Sa Ket um.

## Sehenswürdigkeiten
- Ruinenfelder – etwas außerhalb der Stadt liegen viele Beispiele von alten Anlagen der Khmer
- Rambutan-Durian-Fest – im Juni, Messe mit Verkauf und Verkostung der lokalen Früchte mit Parade und Schönheitskonkurrenz
- Si Sa Ket Aquarium

## Persönlichkeiten
- Chumpol Bua-ngam (* 1986), Fußballspieler
- Pongsak Boonthot (* 1995), Fußballspieler
- Ekkapan Jandakorn (* 1986), Fußballspieler
- Todsapol Karnplook (* 1980), Fußballspieler
- Suradet Klankhum (* 1996), Fußballspieler
- Kampon Krobyoo (* 1989), Fußballspieler
- Theerachai Ngamcharoen (* 1983), Fußballspieler
- Teerasak Ngamsang (* 1991), Fußballspieler
- Wachirawut Phudithip (* 1999), thailändisch-norwegischer Fußballspieler
- Pusit Pongsura (* 1981), Fußballspieler
- Chatri Rattanawong (* 1993), Fußballspieler
- Pralong Sawandee (* 1987), Fußballspieler
- Piyachart Srimarueang (* 1989), Fußballspieler
- Phuwadol Suwannachart (* 1982), Fußballspieler
- Rattasak Wiang-in (* 1992), Fußballspieler